# Quatuor à cordes no 3 de Bloch
Pour les articles homonymes, voir Quatuor à cordes no 3.
Le Quatuor à cordes no 3 est composé par Ernest Bloch en 1952 à Agate Beach. Le dernier mouvement utilise une série de douze sons. Il a été créé par son dédicataire le Quatuor Griller le 4 janvier 1953 à New York et le 21 juin 1953 à Londres. Le manuscrit est conservé à l'Université de Californie à Berkeley.

## Structure
Le quatuor comporte quatre mouvements et dure environ 23 minutes.
1. Allegro deciso
2. Adagio non troppo
3. Scherzo: Allegro molto
4. Finale: Allegro - Fugue